# Пірмісаані
Пірмісаані (груз. პირმისაანი) — село в Грузії.
За даними перепису населення 2014 року в селі проживає 181 особа.